# Vieux-Québec
Vieux-Québec è il cuore storico della città di Québec: è qui che il fondatore Samuel de Champlain costruì l'Habitation nel 1608. La geografia del luogo ne ha influenzato lo sviluppo: Cap Diamant domina il fiume San Lorenzo al limite del quale si trova una striscia di terra in piano. Nella parte superiore del promontorio si trova la "Città Alta" mentre ai suoi piedi c'è la "Città Bassa".

## Città Alta
Scelta nel 1620 da Champlain per installare Fort Saint-Louis, la Città Alta assunse un carattere militare e amministrativo fin dall'inizio della colonia: le alture strategiche di Cap Diamant ne hanno determinato la vocazione. La Città Alta era abitata da militari, funzionari e membri del clero mentre la Città Bassa era popolata da mercanti e artigiani.
La forte presenza militare in questo quartiere ne ha a lungo limitato l'espansione. Inoltre, alla fine del XIX secolo molti volevano demolire le fortificazioni, ritenute inutili e addirittura di ostacolo allo sviluppo urbano. Il governatore Dufferin riuscì a convincere i funzionari a preservare le caratteristiche della città fortificata, pur adattando lo spazio alle esigenze di una città moderna e abbellendolo.
Dopo aver subito un certo deterioramento durante gli anni '50, il quartiere ha conosciuto un nuovo slancio a partire dagli anni '70. Bastioni, cittadelle, case del XIX secolo, piazze e siti storici rendono ricco il patrimonio monumentale della Città Alta della Vecchia Québec. Il patrimonio delle generazioni precedenti e la bellezza del luogo ne segnano l'unicità.
La maggior parte degli edifici del quartiere risalgono al XIX secolo, ma la costruzione di alcuni risale addirittura al XVII e XVIII. Il luogo presenta diverse vie commerciali, tra cui le vie Saint-Jean, Sainte-Anne e De Buade. La pubblica amministrazione e le istituzioni occupano ancora un posto di rilievo nel cuore della città, come testimoniano il municipio, il Seminario, il convento delle Orsoline, la Basilica-cattedrale di Notre-Dame de Québec, il monastero agostiniano, l'Hôtel-Dieu. Poiché Vieux-Québec è una delle destinazioni turistiche più ambite, ci sono anche diversi posti dove soggiornare, tra cui il famoso Château Frontenac.
Molti parchi ben attrezzati si trovano nel suo territorio, tra cui i parchi dell'Esplanade, dell'Artiglieria, dei Governatori, il parco Montmorency e i giardini dell'Hôtel-de-Ville. Gli escursionisti possono anche approfittare di Place D'Youville e della Terrazza Dufferin, che offre una magnifica vista sul fiume San Lorenzo.

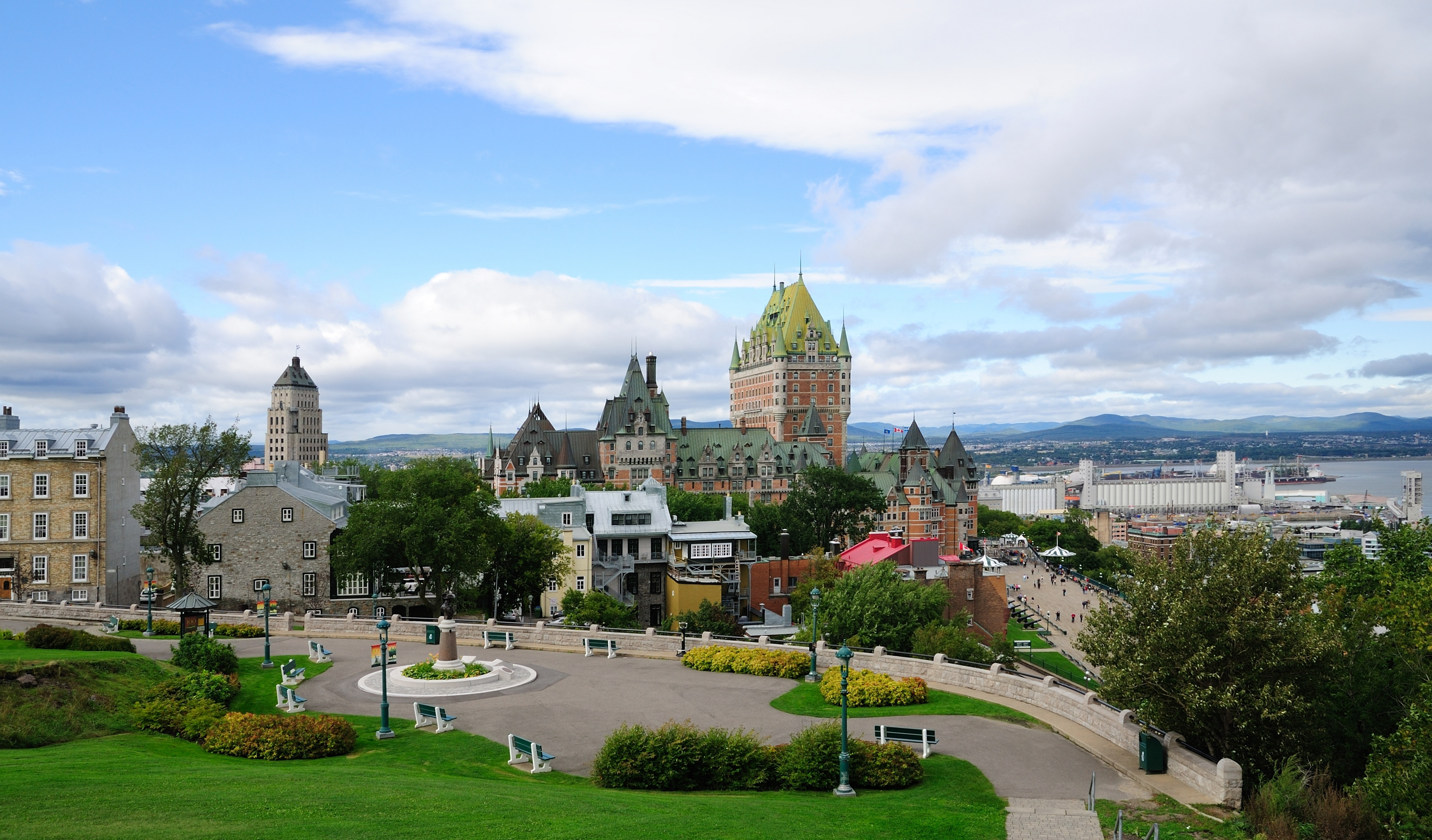
Vista dell'estremità occidentale delle Plaines d'Abraham.
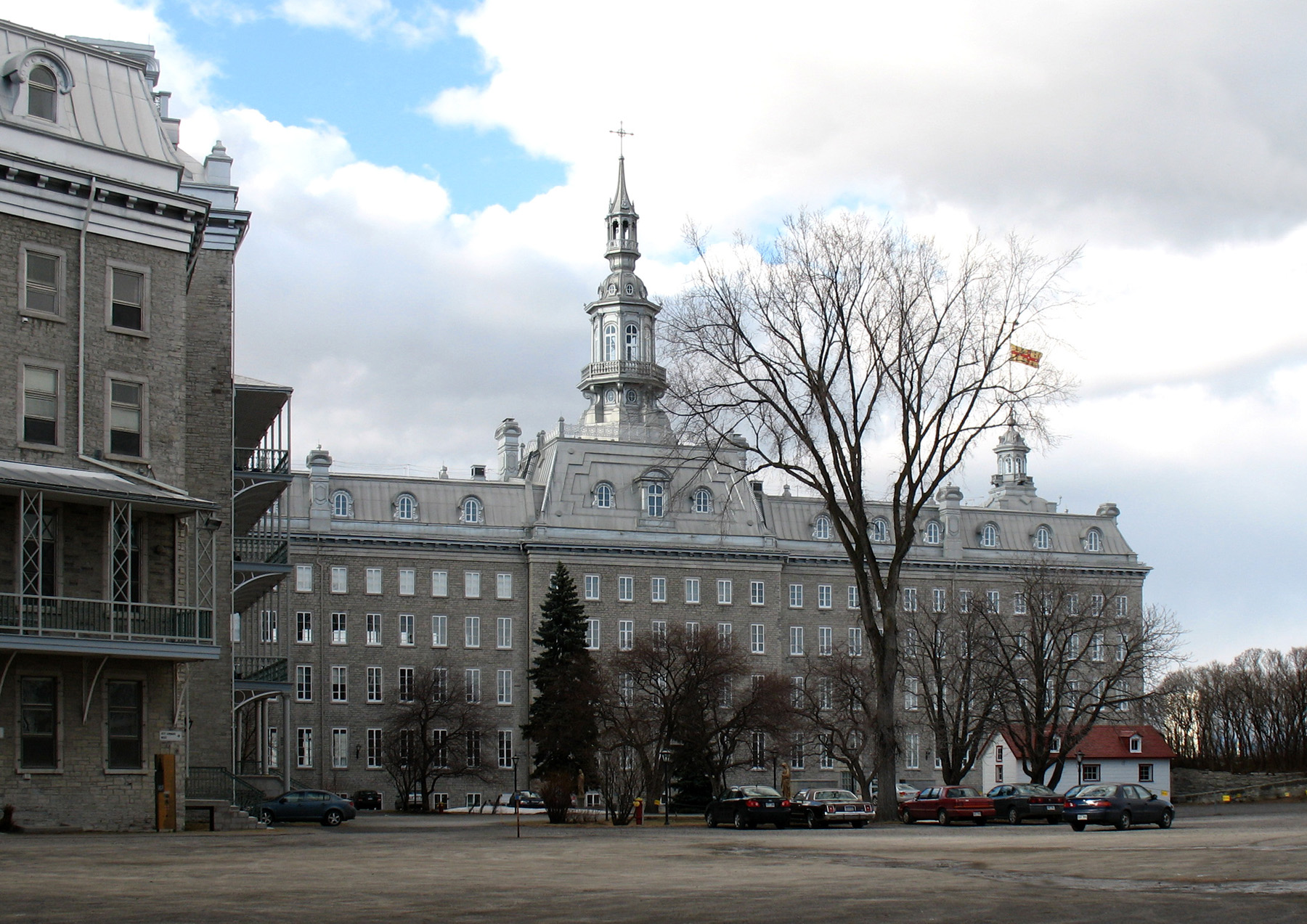
Seminario di Québec.
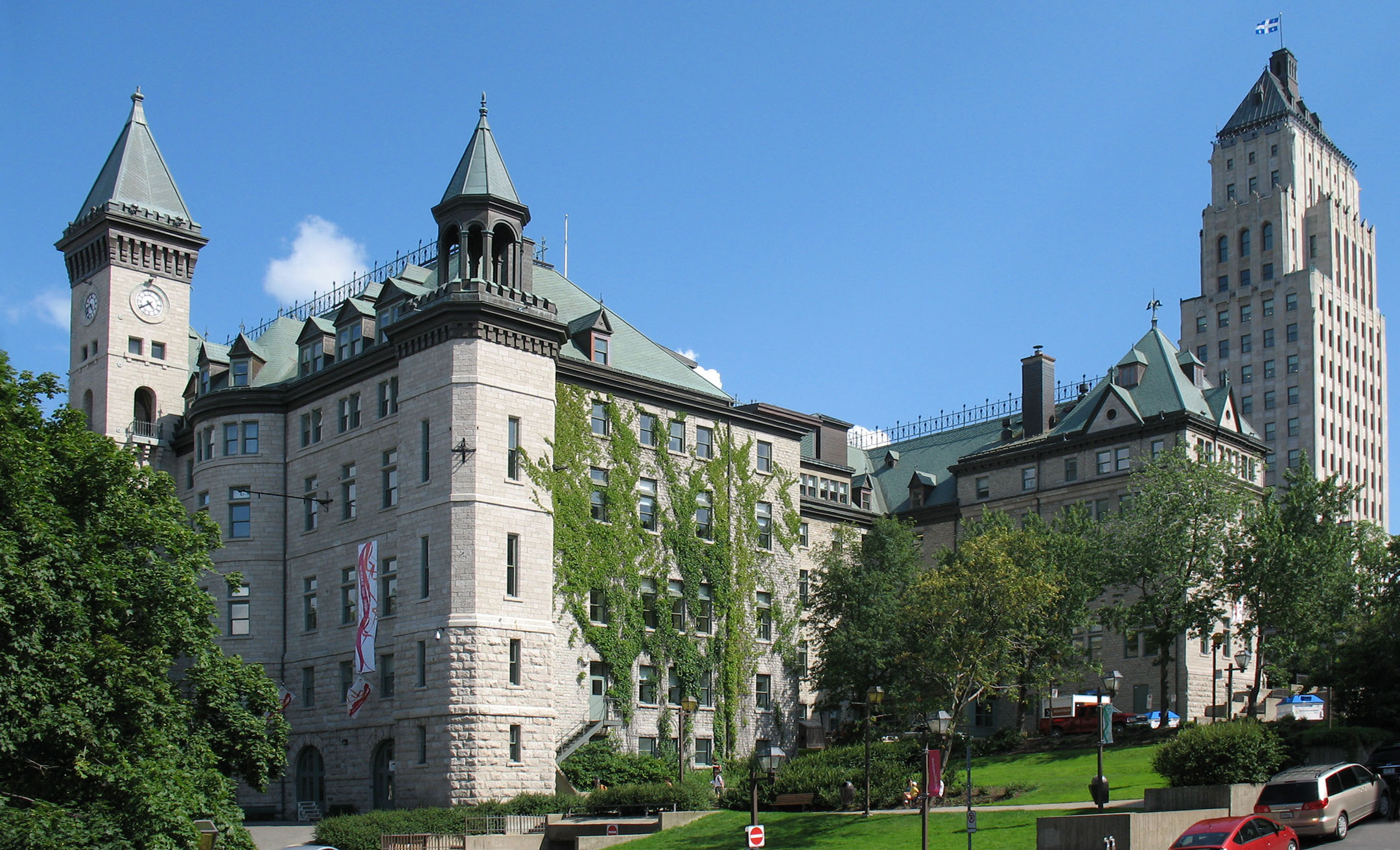
Il municipio di Québec e l'edificio Price sulla destra.
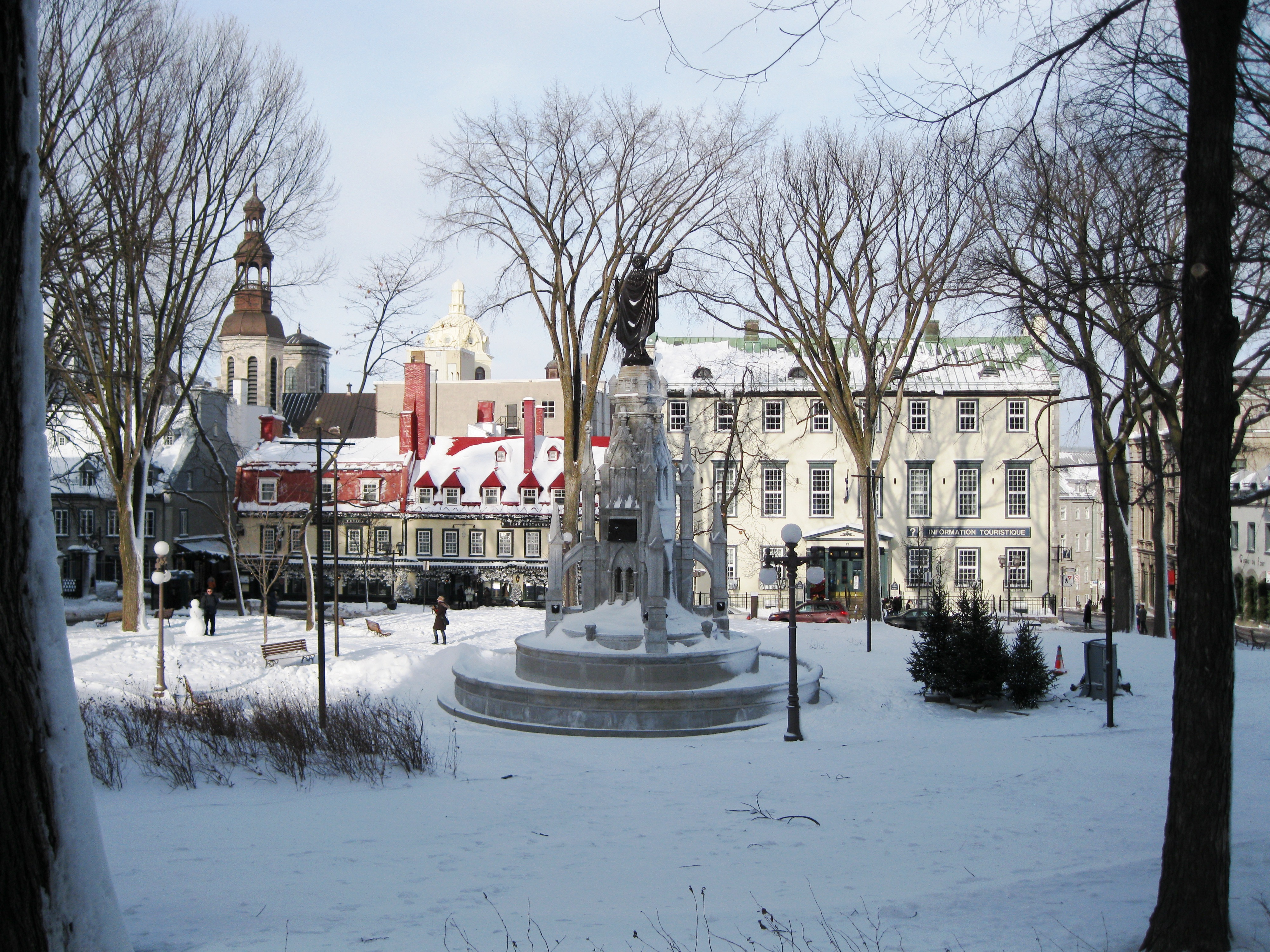
Piazza d'Armi.
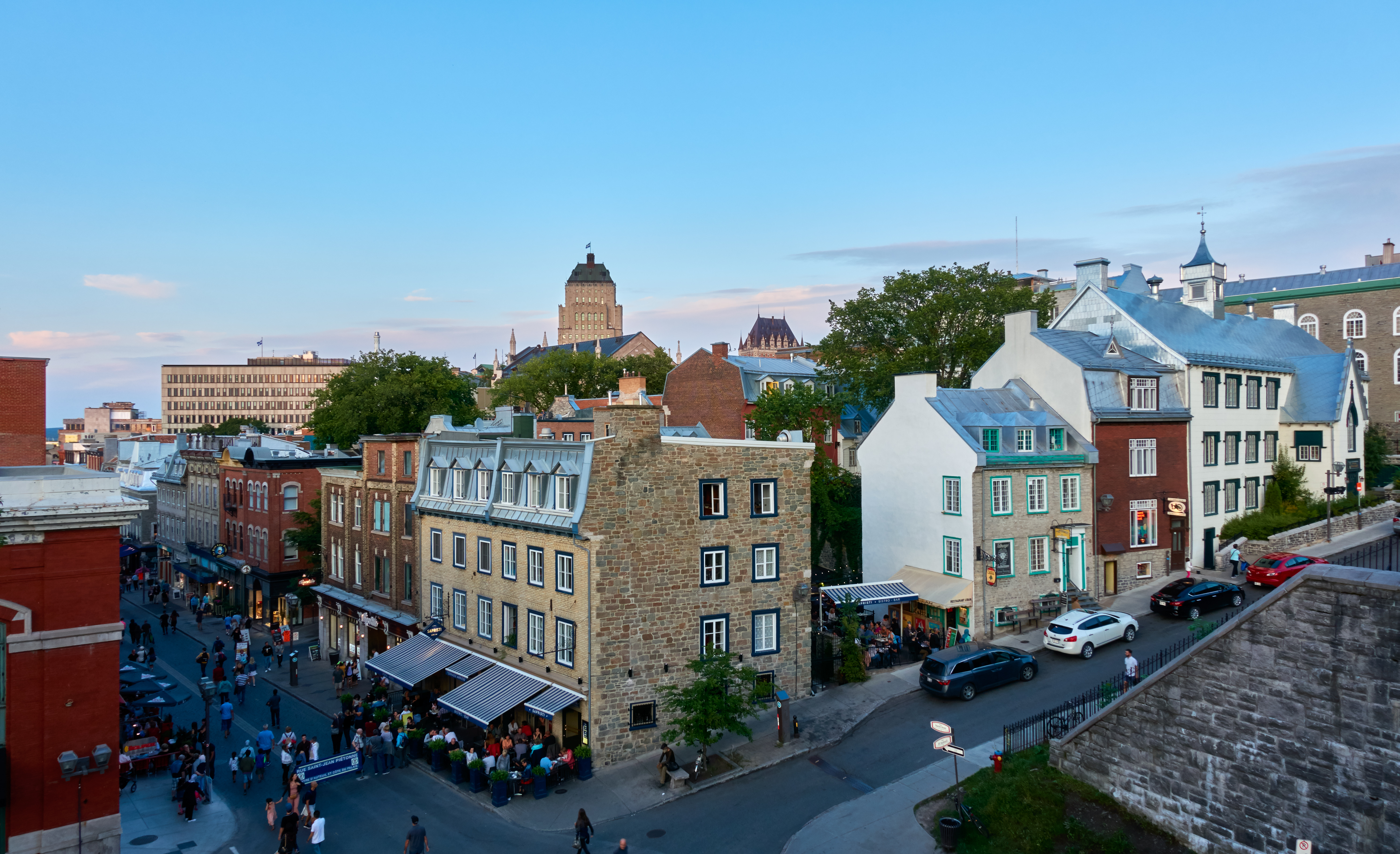
La vecchia Québec vista da Porte Saint-Jean.
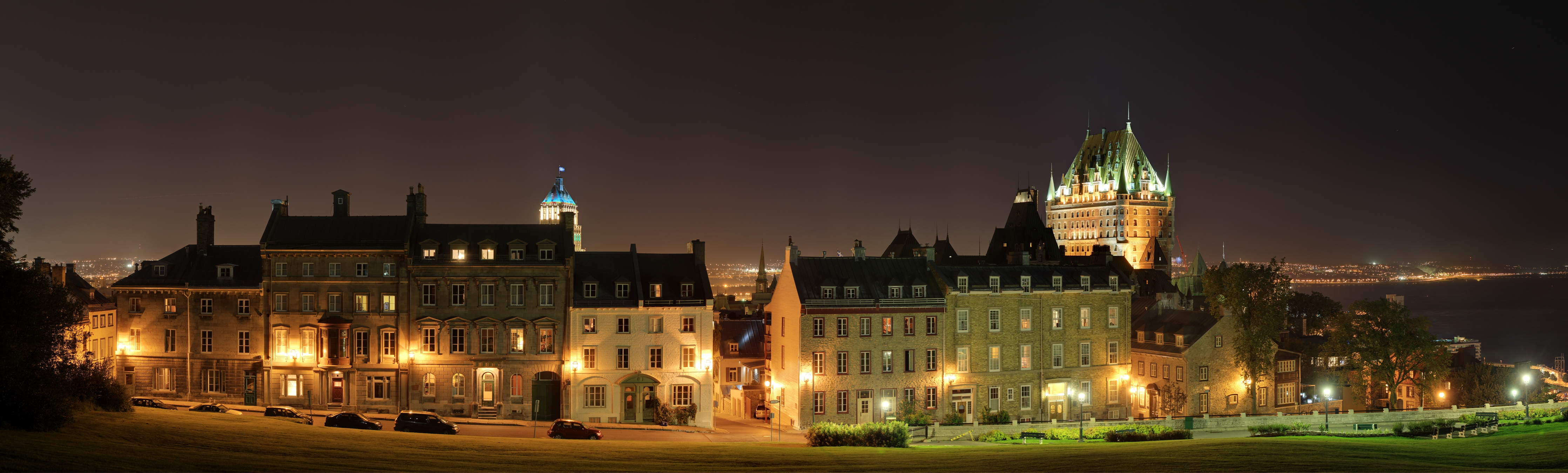
Case coloniali vicino alla cittadella, con lo Château Frontenac sullo sfondo.

## Città Bassa
La parte della Città Bassa situata nel Vieux-Québec è un centro storico situato ai piedi del Cap Diamant. Già nel 1608 Samuel de Champlain vi fece costruire una Habitation, i cui resti sono stati recentemente ricercati in Place Royale. Questa piazza è stata restaurata con l'obiettivo di ricostituire lo spirito francese delle sue origini. In questo luogo sorge la Chiesa di Notre-Dame-des-Victoires, la cui costruzione iniziò nel 1687.
Tra i musei, le sale, i teatri e i luoghi delle mostre, si trovano il Museo della Civiltà, il Museo Navale del Québec, la caserma Dalhousie e il teatro Petit Champlain.
Al porto di Québec si possono riconoscere il Bassin Louise, il Bassin Brown, Pointe à Carcy, la Gare du Palais e il mercato del Porto Vecchio.
Ci sono molti altri luoghi degni di nota, tra cui Place de Paris, Parc Ulric-Joseph-Tessier, Rue Saint-Pierre, Rue Saint-Paul, Rue du Sault-au-Matelot e Rue de Saint-Vallier Est, già rue Saint-Charles, la prima strada asfaltata in Quebec.
Dalla strettissima Rue du Petit-Champlain, ai piedi di Cap Diamant, una funicolare panoramica permette di salire sul Cap Diamant senza difficoltà, mentre gli escursionisti possono percorrere la costa della montagna.

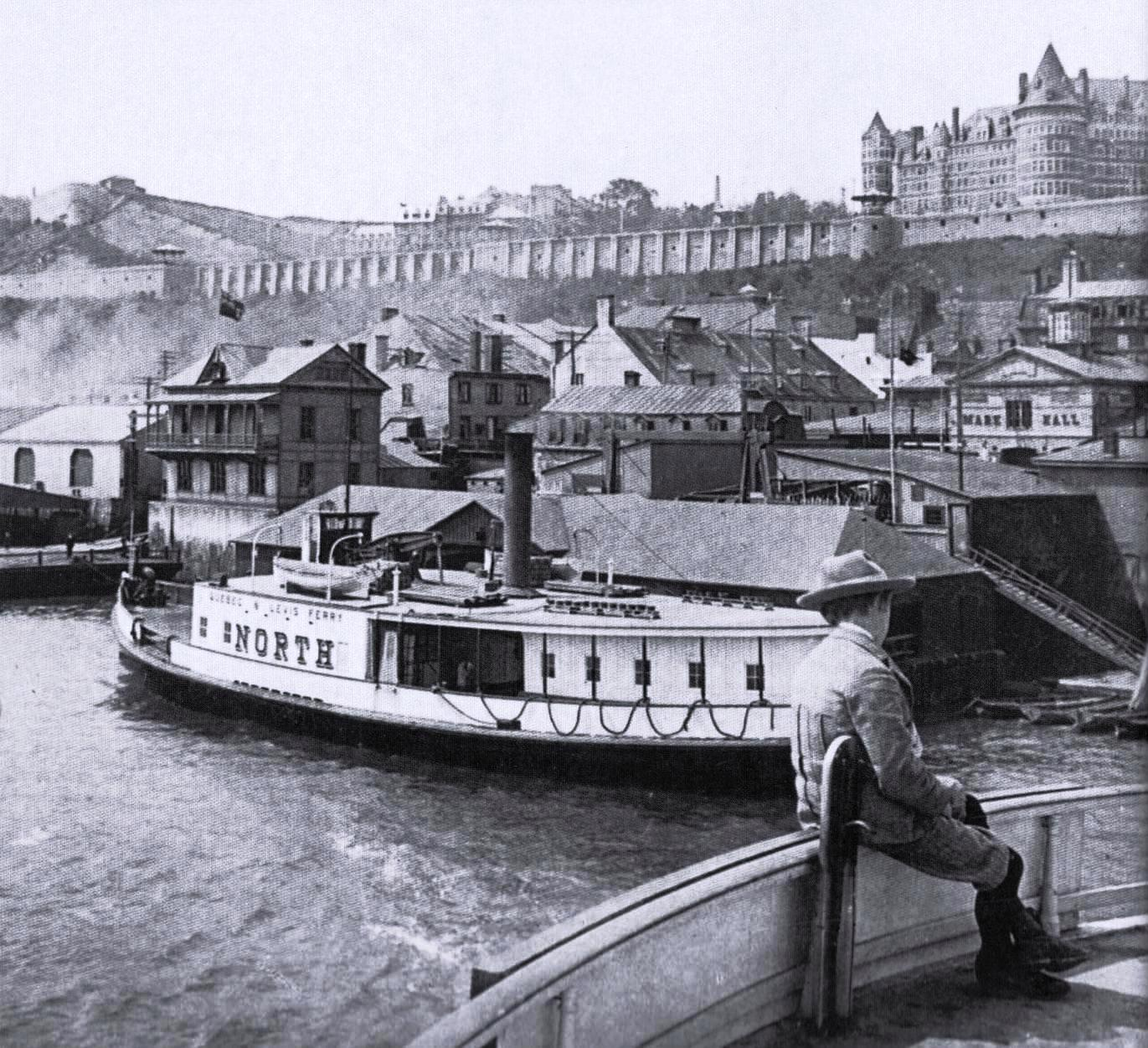
Québec, città bassa, 1903.
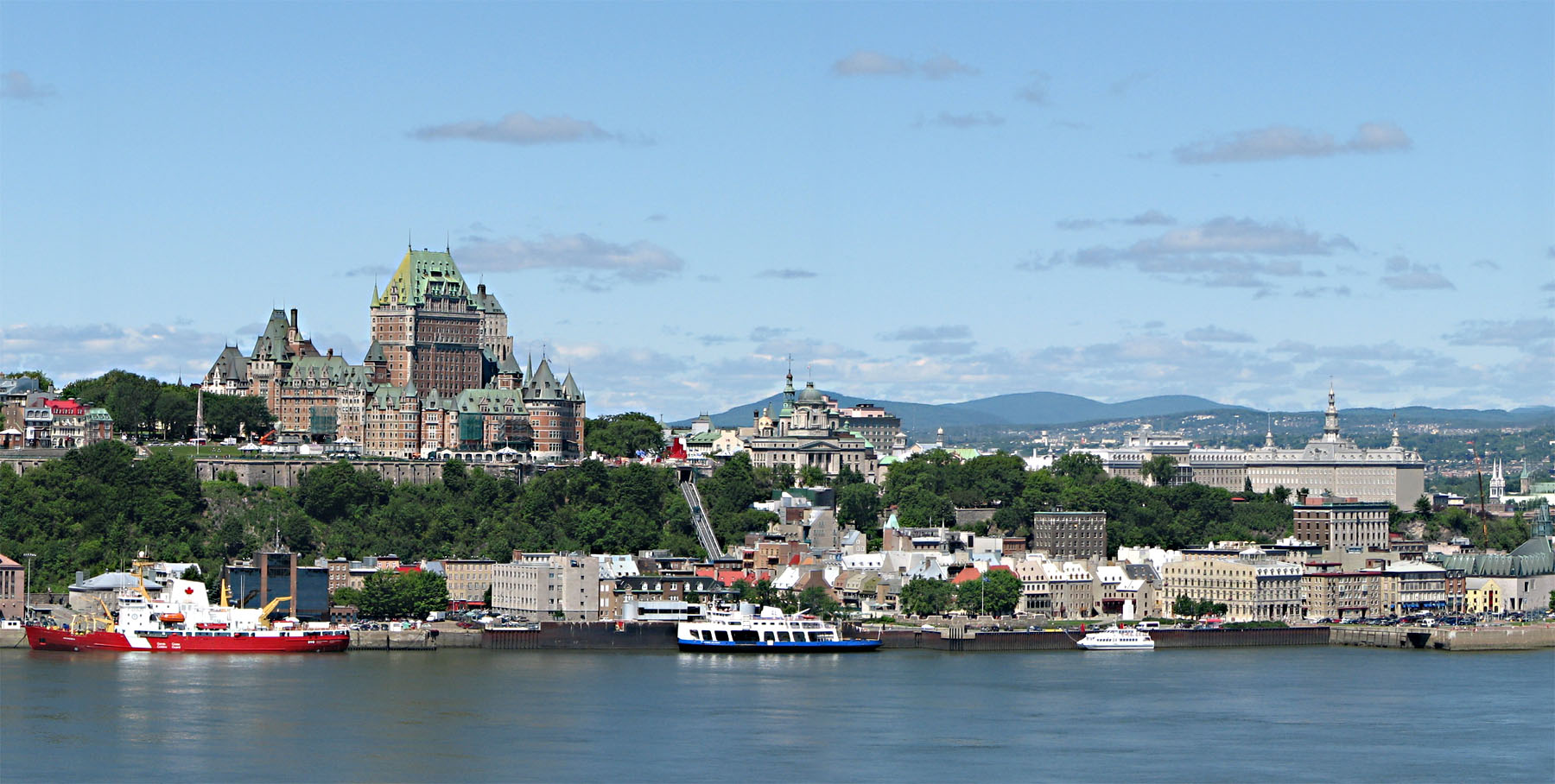
Vecchia Quebec lungo il fiume San Lorenzo.
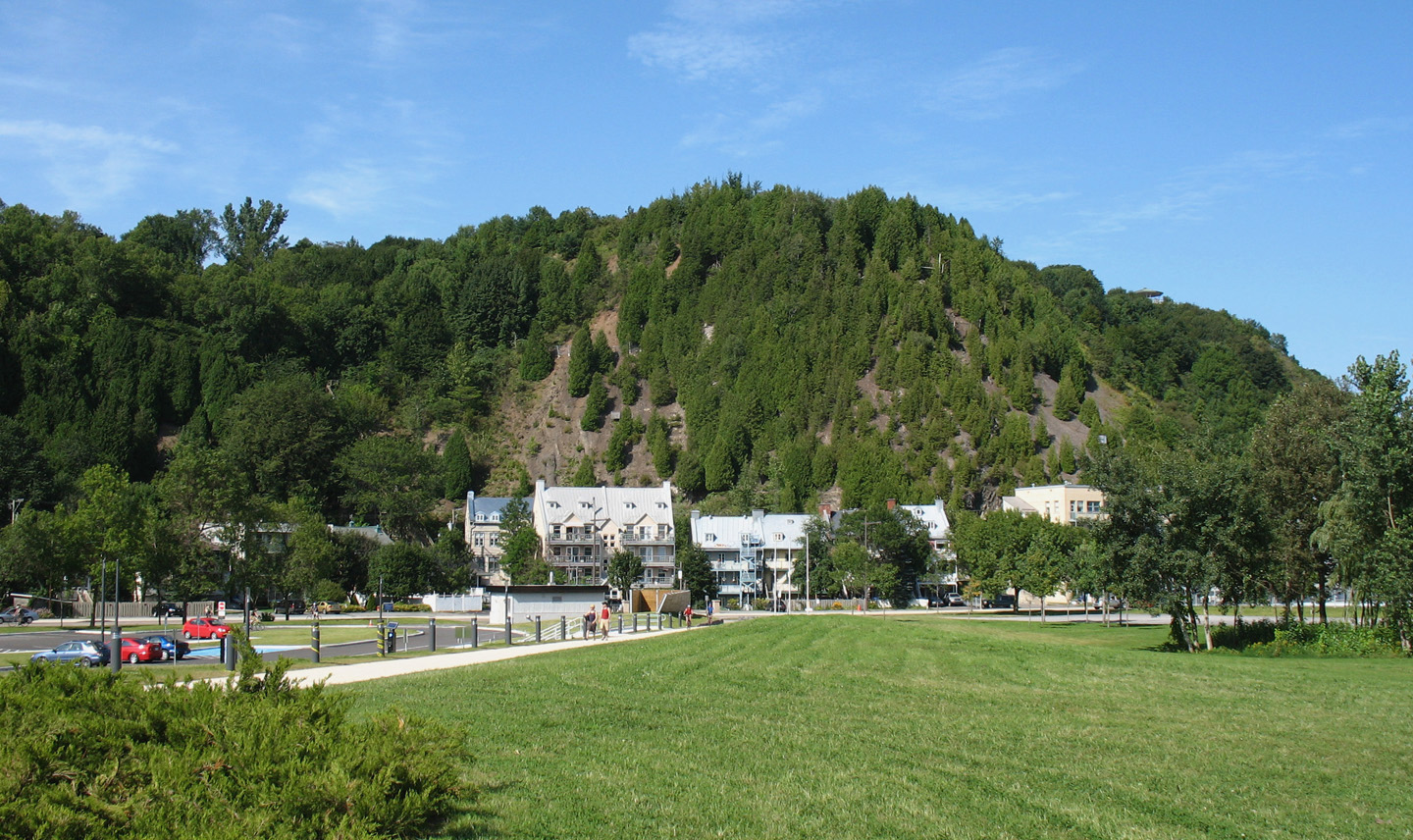
Cap-Blanc e Cap Diamant.
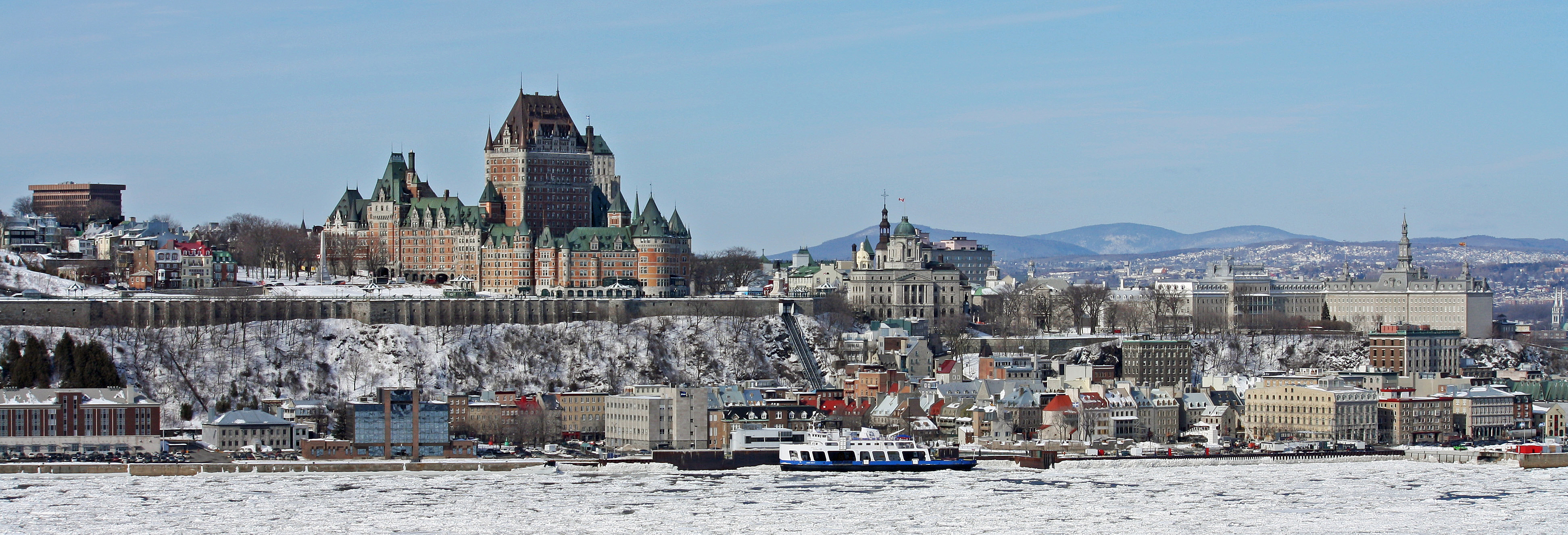
Vista del porto di Québec e del bacino Louise.

## Sito del patrimonio
Il sito del patrimonio di Vieux-Québec fa parte dell'area di Québec riconosciuta come patrimonio culturale del Québec e che fa parte del patrimonio mondiale. Amministrativamente fa parte del comune di La Cité-Limoilou.

### Storia
Il circondario è stato creato dall'Assemblea nazionale del Québec il 10 luglio 1963 con un emendamento alla legge sui monumenti storici. Il perimetro dell'area di protezione è stato delimitato in due fasi: il primo percorso comprendeva la città fortificata e i suoi accessi lungo il fiume, un secondo percorso, definitivo, fissato il 6 maggio 1964, ha aggiunto gli spazi circostanti, fino ad arrivare a coprire un'area di 1,4 km2.
Il 3 dicembre 1985 l'UNESCO ha iscritto il quartiere nella lista dei patrimoni dell'umanità.

#### Preparazione
Il quartiere storico è stato creato a seguito di dibattiti pubblici sulla conservazione di Vieux-Québec e sul restauro della Place Royale, tra il 1945 e il 1956.
La legge del febbraio 1956 concesse alla Commissione per i monumenti storici il potere di acquisire o espropriare «qualsiasi edificio storico di carattere nazionale».
A quel tempo Gérard Morisset e L'Action catholique chiesero che l'intera Vieux-Québec fosse dichiarata monumento storico.

### Descrizione

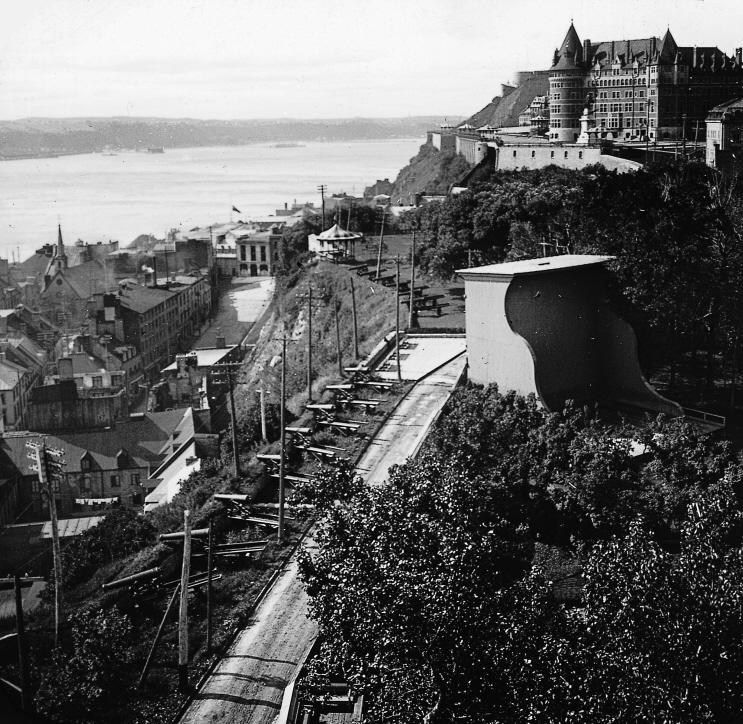
Vista dall'Università Laval (Séminaire de Québec), 1895.
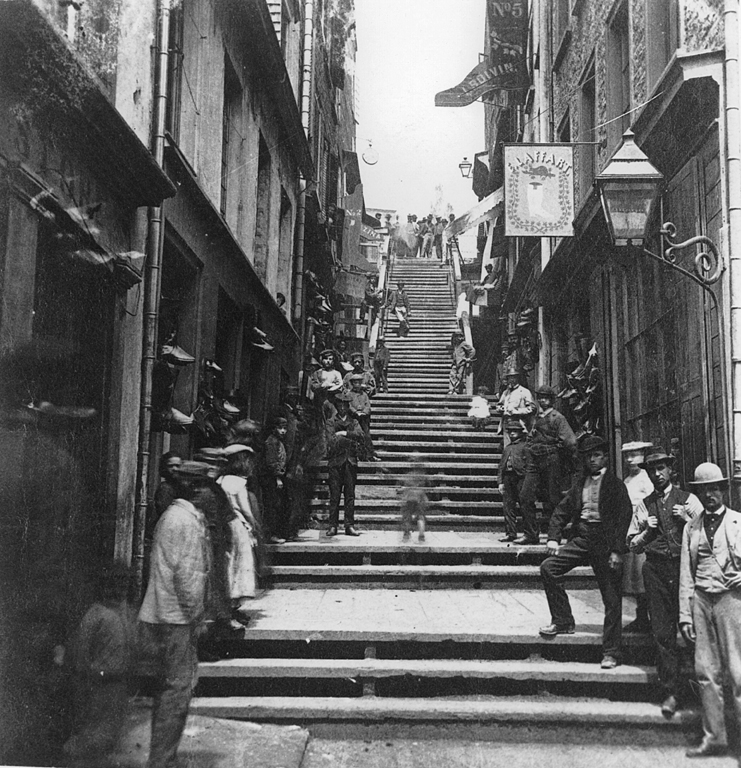
La scala a rotta di collo intorno al 1870, di Louis-Prudent Vallée.
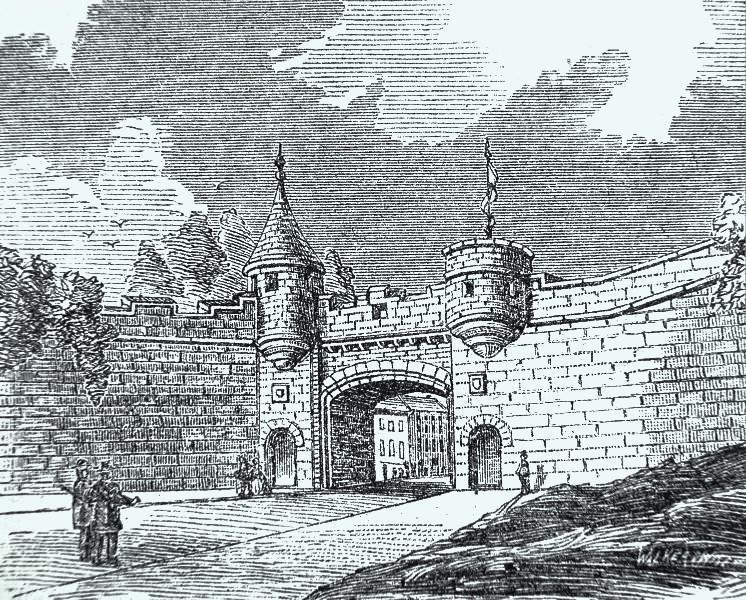
Québec: i piani di Lord Dufferin per la conservazione dei suoi monumenti storici. Porta Saint-Jean.

### 1871

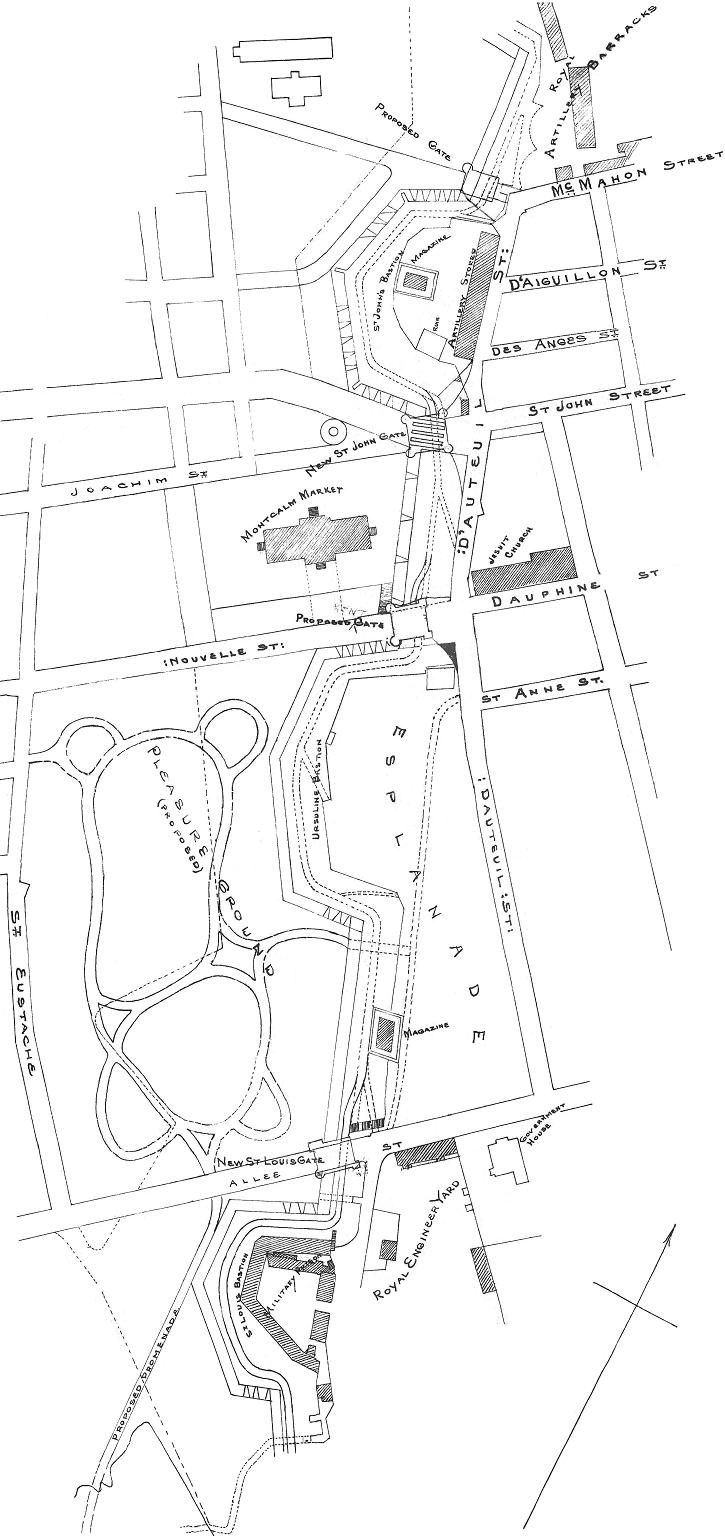
Miglioramento e abbellimento di Québec proposto da Lord Dufferin, 1875.

Nel libro Empreinte & Mémoire, la Commissione per i beni culturali del Québec presenta l'anno 1871 come l'inizio del movimento di restauro del borgo.
Nel 1871 avvenne infatti la partenza delle truppe britanniche e l'arrivo, l'anno seguente, di Frederick Temple-Blackwood, Lord Dufferin, Governatore generale del Canada, che condivise con l'élite locale la preoccupazione di preservare il carattere storico di Québec. Lord Dufferin avvierà importanti progetti di riqualificazione della città e del centro storico.

### Edifici e case classificati come monumenti storici
Diversi edifici e vecchie case sono classificati come monumenti storici, compresi tutti gli edifici del Seminario di Québec e della vicina Cattedrale di Notre-Dame, il teatro Capitole in Place d'Youville, la casa Montcalm in Rue des Remparts e nella Città Bassa, la casa Estèbe adiacente al Museo della Civiltà e la chiesa di Notre-Dame-des-Victoires sulla Place Royale.